# L'Hermine (journal)
Pour les articles homonymes, voir Hermine (homonymie).
L'Hermine, journal de la Bretagne et de la Vendée, est un quotidien légitimiste français publié à Nantes entre 1834 et 1850.

## Histoire
Le bandeau de L'Hermine porte un titre, une devise latine (Potius mori quam fœdari, « Plutôt mourir que faillir ») puis, à partir du 4 mars 1839, des armoiries faisant explicitement référence à l'ancien duché de Bretagne.
Le premier numéro de L'Hermine paraît le 6 avril 1834. Jacques Crétineau-Joly en est le rédacteur en chef depuis cette date et jusqu'à la fin de l'année 1837.
Les propriétaires et directeurs du journal sont des notables légitimistes nantais impliqués dans les dernières guerres de Vendée, le comte Charles Sioc'han de Kersabiec (1797-1854) et le colonel Arthur Duris (1788-1848).
Opposé à Louis-Philippe, le journal subit de nombreuses condamnations au cours de la monarchie de Juillet.
Paraissant initialement cinq fois par semaine, L'Hermine de Nantes devient véritablement quotidienne, à l'exception du dimanche, en 1848. 

### DeL'HermineàL'Espérance du peuple
En novembre 1850, L'Hermine fusionne avec un autre journal légitimiste nantais, L'Étoile du peuple, fondée deux ans plus tôt et dirigée par Émerand de La Rochette (1803-1880), frère du député Ernest de La Rochette.
Un peu plus d'un an plus tard, le nouveau journal, codirigé par Kersabiec et Émerand de La Rochette, sera rebaptisé L'Espérance du peuple. Après la mort du comte de Kersabiec, survenue en 1854, La Rochette en conserve la direction jusqu'en 1875.